# Suzuki Gixxer 250
La serie Gixxer de Suzuki son unas motocicletas de cilindrada baja. Montan un motor monocilíndrico de cuatro tiempos y 250 cc. Actualmente se comercializan dos modelos distintos, sport fairing (SF) y Naked.

## Características destacadas de la Suzuki Gixxer 250

### Motor Potente
La Gixxer 250 está equipada con un motor de alta cilindrada que proporciona una potencia significativa, lo que la convierte en una opción atractiva para los entusiastas de las motocicletas deportivas, El motor proporciona alto rendimiento, gracias a su forma compacta, bajo consumo de combustible, alta durabilidad y facilidad de mantenimiento.

### Diseño Deportivo
El diseño de la Gixxer 250 incorpora elementos deportivos y aerodinámicos, siguiendo el estilo característico de la línea Gixxer. Su apariencia dinámica refleja su enfoque en el rendimiento y la estética moderna.

### Chasis y Suspensión
La motocicleta cuenta con un chasis robusto y una suspensión diseñada para ofrecer un manejo ágil y estable. Está pensada para brindar una experiencia de conducción precisa y cómoda.

### Tecnología Innovadora
La Gixxer 250 incorpora características tecnológicas modernas, como sistemas de frenado avanzados, iluminación LED y un panel de instrumentos digital. Estas características contribuyen a la funcionalidad y seguridad del vehículo Además, incluye un novedoso sistema de refrigeración por aceite similar al que se usa en motocicletas de competencia, posee un sistema ABS de doble canal y usa tecnología de Moto GP.

### Rendimiento Eficiente
Diseñada para ofrecer un rendimiento eficiente en términos de consumo de combustible y emisiones, la Gixxer 250 busca combinar la potencia con la eficiencia para satisfacer las necesidades tanto de conductores urbanos como de aquellos que usan travesías más extensas.